# Three Sides Live
Three Sides Live är ett dubbelt livealbum med Genesis, utgivet 1982. Det spelades till största delen in under turnén som följde albumet Abacab, och fokuserar på låtar från detta och det föregående albumet Duke.
Namnet kommer av att den amerikanska (och svenska) LP-utgåvan hade tre sidor med liveinspelningar, inspelade i Tyskland 1981, samt en med studioinspelningar, bland annat låtarna från EP:n 3 X 3. Den brittiska utgåvan hade liveinspelningar även på den sista sidan, inspelade under tidigare turnéer. Den dubbel-LP-utgåva som salufördes i Sverige, med omslaget tryckt av Team Trykk i Oslo, gavs ut på skivetiketten Vertigo med samma låturval som den amerikanska utgåvan, d.v.s. med ett antal studioinspelade låtar, som härrör sig från inspelningar i Polarstudion i Stockholm 1979 samt Farm Surrey 1981. Omslagsdesignen som gjordes av Bill Smith (samme man som gjorde Abacab-omslaget), var mycket enkel, endast med texten Genesis Three Sides Live inramat med en ruta ritad med en svart färgkrita. Insidan av det dubbelvikta omslaget utgjordes av en enda konsertbild, där bandet skymtar i bakgrunden bland en mängd ljud och rökeffekter. Information om skivan återfinns på den annars helt vita baksidan.  
En brittisk blu-ray-version släpps i Storbritannien den 4 november 2014.

## Låtlista
Skiva ett
1. "Turn It on Again" - 5:23
2. "Dodo" - 7:20
3. "Abacab" - 8:43
4. "Behind the Lines" - 5:24
5. "Duchess" - 6:38
6. "Me and Sarah Jane" - 5:52
7. "Follow You Follow Me" - 4:44

Skiva två, amerikansk version
1. "Misunderstanding" - 4:05
2. "In the Cage: Cinema Show / Slippermen" - 11:52
3. "Afterglow" - 5:03
4. "Paperlate" - 3:15
5. "You Might Recall" - 5:28
6. "Me and Virgil" - 6:18
7. "Evidence of Autumn" - 4:58
8. "Open Door" - 4:04

Skiva två, brittisk version
1. "Misunderstanding" - 4:05
2. "In the Cage: Cinema Show / Slippermen" - 11:52
3. "Afterglow" - 5:13
4. "One for the Vine" - 5:04
5. "Fountain of Salmacis" - 6:00
6. "It / Watcher of the Skies" - 15:58

## Medverkande
Genesis
- Phil Collins - sång, percussion, trummor
- Tony Banks - keyboard, sång
- Mike Rutherford - bas, gitarr
- Steve Hackett - gitarr på "It / Watcher of the Skies"

Övriga
- Daryl Stuermer - bas, gitarr
- Chester Thompson - percussion, trummor
- Bill Bruford - trummor på "It / Watcher of the Skies"